# 孟端
孟端（？—1338年），元朝河南江北行省杞县（今河南省杞县）人。
孟端开始为内台知班，发身掾河南省台。成为小吏，郁郁不得志，久不得补官。在行省衙内墙上趁醉写诗：“人皆谓我不办事，天下办事有几人？袖里屠龙斩蛟手，埋没青锋二十春！”他与霍八失等四人，让他们打扮成京城钦差，入河南行省衙内假传圣旨。元顺帝至元四年（1338年）冬至日，假钦差传圣旨时，孟端将平章月鲁不花，左丞劫烈、总管撒里、万户完者不花等河南行省高官用铁骨朵由脑后槌死。假钦差宣布孟端为“河南都元帅”，拘收大小衙门印，自佩平章发兵虎符，封闭黄河水上交通。孟端回杞县拜祭祖坟，过了五天，回到开封后，用金鼓押诸衙门正官、首领官若干人，斩杀於市。省宣使冯二舍在孟端酒后问：“您能让我见一下朝廷钦差吗？”孟端当时已经喝高，顺口回答：“何者为朝廷官？我便是也。”冯二舍偷偷溜出，对行省武官说：“钦差是假的，你们快关上省门，我趁机会杀掉孟端。”冯二舍趁孟端酒后，一刀将他斩杀。